# Termoelektrični generator
Termoelektrični generatori (nazivaju se još termogeneratori) su uređaji koji konvertiraju toplinu (razliku u temperaturi) direktno u električnu energiju, koristeći fenomen koji se naziva Seebeckov efekt (ili termoelektrični efekt). Njihova prosječna efikasnost je oko 5-10%. Stariji uređaji bazirani na termoelektričnom efektu koristili su bimetalne spojeve i bili su glomazni, dok noviji uređaji koriste poluvodičke PN spojeve na bazi bizmut (III) telurida (Bi2Te3) i mogu imati debljinu u rasponu od nekoliko milimetara. To su uređaji čvrstog stanja i za razliku od dinama nemaju pomičnih dijelova, uz poneki izuzetak ventilatora.
Radioizotopni termoelektrični generatori mogu opskrbljivati električnom energijom svemirske letjelice. Automobilski termoelektrični generatori su predloženi da povrate iskoristivu energiju iz otpadne topline u automobilu.

## Upotreba
Termoelektrični generatori se mogu koristiti u različitim situacijama. Uobičajeno se koriste za male uređaje u kojima toplinske motore (koji su glomazniji, ali efikasniji) poput Stirlingovoga motora nije moguće koristiti. 
Iskorištenje otpadne topline kod motora s unutarnjim izgaranjem nameće se kao područje u kojem će biti moguća višestruka primjena. Također primjena će biti moguća i kod klima-uređaja.

Postoje dva glavna problema kod ovakvog uređaja: veliki izlazni otpor i nepovoljna toplinska karakteristika. Da bi se dobio visoki izlazni napon potreban je veliki Seebeckov koeficient (veliki omjer napona i temperature V/°C). Uobičajeni je pristup da se mnogo termoelektričnih elemenata spoji u seriju, što uzrokuje vrlo veliki efektivni izlazni otpor termogeneratora (>10kOhm). Stoga se snaga jedino efektivno prenosi do opterećenja s velikim otporima; inače se snaga gubi preko izlaznih otpora. Generator s vrlo velikom izlaznom impedancijom je efektivno toplinski senzor, ne i generator. Nadalje, zato što je potrebna mala toplinska provodnost za dobar termoelektrični generator, to može ozbiljno smanjiti rasipanje topline takvog uređaja (tj. termoelektrični generator može poslužiti kao loš hladnjak). Naprimjer, ne smatra se naročito mudrim staviti ga na važan IC čip, koji zahtijeva hlađenje, jer će se zbog male toplinske provodnosti termoelektričnog generatora čip sporije hladiti.
Automobili proizvode otpadnu toplinu, čijim bi se iskorištenjem mogla povećati efikasnost goriva.
Svemirske sonde u vanjskom dijelu sunčevog sustava koriste ovaj efekt u radioizotopnim termoelektričnim generatorima za proizvodnju električne energije. Solarni članci koriste samo visokofrekventno Sunčevo zračenje, a ne iskorištavaju energiju koja je sadržana u niskofrekventnom zračenju. Podneseno je nekoliko patenata o korištenju termoelektričnih uređaja zajedno sa solarnim člancima. Ideja je da se poveća učinkovitost kombiniranog solarno-termoelektričnog sustava u pretvorbi sunčevog zračenja u korisnu električnu energiju.
Termoelektrični moduli mogu se koristiti za ponovno iskorištenje izgubljene topline. Nekoliko kompanija počelo je projekte u kojima se instaliraju veće količine termoelektričnih uređaja.

## Poveznice
- Termoelektricitet

## Vanjske poveznice
- Small Thermoelectric Generators by G. Jeffrey Snyder
- Kanellos, M. (2008, November 24). Tapping America’s Secret Power Source. Retrieved from Greentech Media, October 30, 2009. Web site: http://www.greentechmedia.com/articles/read/tapping-americas-secret-power-source-5259/
- LT Journal October 2010: Ultralow Voltage Energy Harvester Uses Thermoelectric Generator for Battery-Free Wireless Sensors